# Svarttorps socken
Svarttorps socken i Småland ingick i Tveta härad, ingår sedan 1971 i Jönköpings kommun i Jönköpings län och motsvarar från 2016 Svarttorps distrikt.
Socknens areal är 62,40 kvadratkilometer, varav land 55,84. År 2000 fanns här 557 invånare. Kyrkbyn Svarttorp med sockenkyrkan Svarttorps kyrka ligger i socknen. 

## Administrativ historik
Svarttorps socken har medeltida ursprung.
Vid kommunreformen 1862 övergick socknens ansvar för de kyrkliga frågorna till Svarttorps församling och för de borgerliga frågorna till Svarttorps landskommun. Denna senare inkorporerades 1952 i Lekeryds landskommun som 1971 uppgick  i Jönköpings kommun.  Församlingen uppgick 2006 i Lekeryds församling.
1 januari 2016 inrättades distriktet Svarttorp, med samma omfattning som församlingen hade 1999/2000.  
Socknen har tillhört samma fögderier och domsagor som Tveta härad. De indelta soldaterna tillhörde Jönköpings regemente, Livkompaniet och Smålands grenadjärkår, Jönköpings kompani.

## Geografi
Svarttorps socken ligger öster om Huskvarna kring Huskvarnaån med Ramsjön i norr och Ylen i gränsen i öster. Socken består av odlingsbygd i den breda ådalen samt höglänt kuperad skogsbygd däromkring.

## Fornlämningar
Känt från socknen är gravrösen, några gravfält och domarring från bronsåldern och äldre järnåldern samt tre gravfält från yngre järnåldern.

## Namnet
Namnet (1333 Swarta torp ) kommer från kyrkbyn. Förleden är mansnamnet Svante. Efterleden är torp, nybygge.

### Fotnoter
1. 1 2  Svensk Uppslagsbok andra upplagan 1947–1955: Svarttorp socken
2. 1 2  Harlén, Hans; Harlén Eivy (2003). Sverige från A till Ö: geografisk-historisk uppslagsbok. Stockholm: Kommentus. Libris 9337075. ISBN 91-7345-139-8
3. ↑  ”Församlingar”. Statistiska centralbyrån. https://www.scb.se/hitta-statistik/regional-statistik-och-kartor/regionala-indelningar/forsamlingar/. Läst 30 december 2022.
4. ↑  Administrativ historik för Svarttorp socken (Klicka på församlingsposten). Källa: Nationella arkivdatabasen, Riksarkivet.
5. ↑  Indelta soldater, torp och rotar i Jönköpings län Arkiverad 24 januari 2012 hämtat från the Wayback Machine. Jönköpingsbygdens Genealogiska Förening
6. 1 2  Sjögren, Otto (1931). Sverige geografisk beskrivning del 2 Östergötlands, Jönköpings, Kronobergs, Kalmar och Gotlands län. Stockholm: Wahlström & Widstrand. Libris 9939
7. 1 2  Nationalencyklopedin
8. ↑  Fornlämningar, Statens historiska museum: Svarttorps socken
9. ↑  Fornminnesregistret, Riksantikvarieämbetet: Svarttorps socken Fornminnen i socknen erhålls på kartan genom att skriva in sockennamn (utan "socken") i "Ange geografiskt område"
10. ↑  Mats Wahlberg, red (2003). Svenskt ortnamnslexikon. Uppsala: Institutet för språk och folkminnen. Libris 8998039. ISBN 91-7229-020-X. https://isof.diva-portal.org/smash/get/diva2:1175717/FULLTEXT02.pdf